# Сапрыкин, Дмитрий Григорьевич
Дмитрий Григорьевич Сапрыкин — советский военный деятель, генерал-полковник.

## Биография
Родился в 1912 году в селе Теляжье Член КПСС.
С 1933 года — на военной службе, общественной и политической работе. В 1933—1976 — в РККА, участник Великой Отечественной войны, заместитель командира 307-го отдельного зенитного артиллерийского дивизиона ПВО, командир 997-го зенитного артиллерийского полка 12-й зенитной артиллерийской дивизии РГК, на командных должностях в ПВО СССР, командующий 4-й дивизией ПВО, командующий 10-м корпусом 1-й армии ПВО особого назначения, командующий 14-й отдельной армией ПВО, помощник Главнокомандующего Войск ПВО страны по военно-учебным заведениям.
Умер в Москве в 1994 году.